# Držník
Držník je rybník napájený Hradčanským potokem na území někdejšího vojenského prostoru Ralsko v jihovýchodní části Českolipska.

## Umístění
Rybník je největším ze skupiny nazývané Hradčanské rybníky. Rybníky jsou v oblasti Ralské pahorkatiny spravované státním podnikem Vojenské lesy na území vojenského prostoru Ralsko. Všechny jsou napájeny protékajícím Hradčanským potokem, který se za Mimoní stává levostranným přítokem řeky Ploučnice. Držník je mezi Strážovským a Hradčanským rybníkem, zhruba 1,5 km na východ od obce Hradčany. 

## Ochrana přírody
Celá soustava Hradčanských rybníků vč. Držníku je chráněna od roku 1933. Nyní má status přírodní rezervace, pod odborným dohledem Agentury pro ochranu přírody a krajiny ČR. Od roku 2004 je soustava součástí rozlehlého chráněného území Evropy programu Natura 2000 s názvem Ptačí oblast Českolipsko - Dokeské pískovce a mokřady . Tato oblast zahrnuje i Máchovo jezero, Novozámecký rybník a řadu rezervací a přírodních památek jižní části okresu České Lípy.

## Parametry rybníka
Rybník, nazývaný i Držákem či Držním, má plochu 14 ha. Část plochy je pokryta chráněnou vodní květenou, je zde několik mělčin a břehy jsou zalesněny.

## Dostupnost

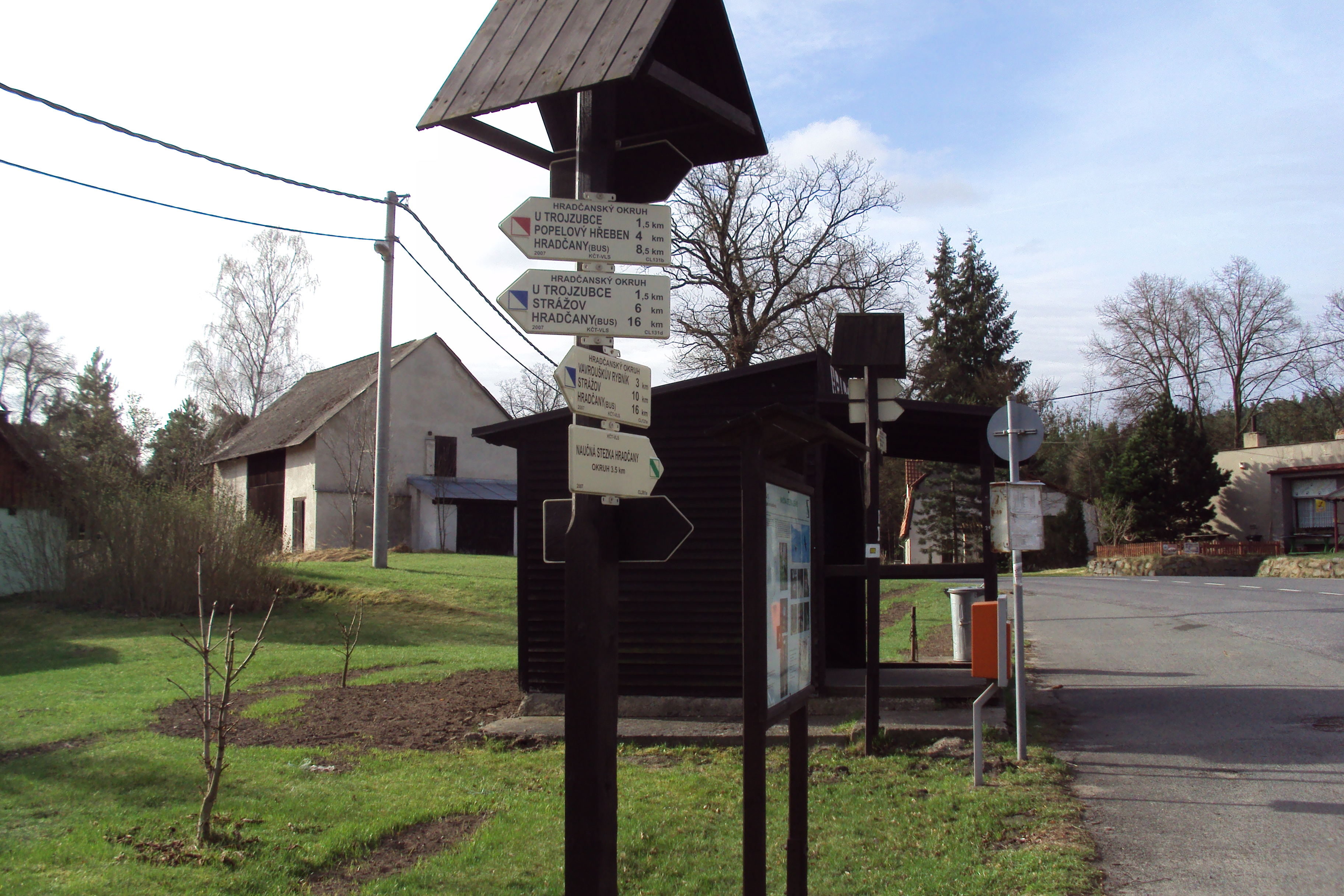
Rozcestník okruhů v Hradčanech

Z obce Hradčany jsou vedeny po okolím barevně vyznačené turistické okruhy pro pěší turisty. Všechny tři (červený, modrý, zelený) jsou vedeny různými cestami i k hrázi Držníka. Autem lze parkovat v obci Hradčany. Nejbližší stanice vlaku je ve městě Mimoň zhruba 7 km na sever.

## Galerie

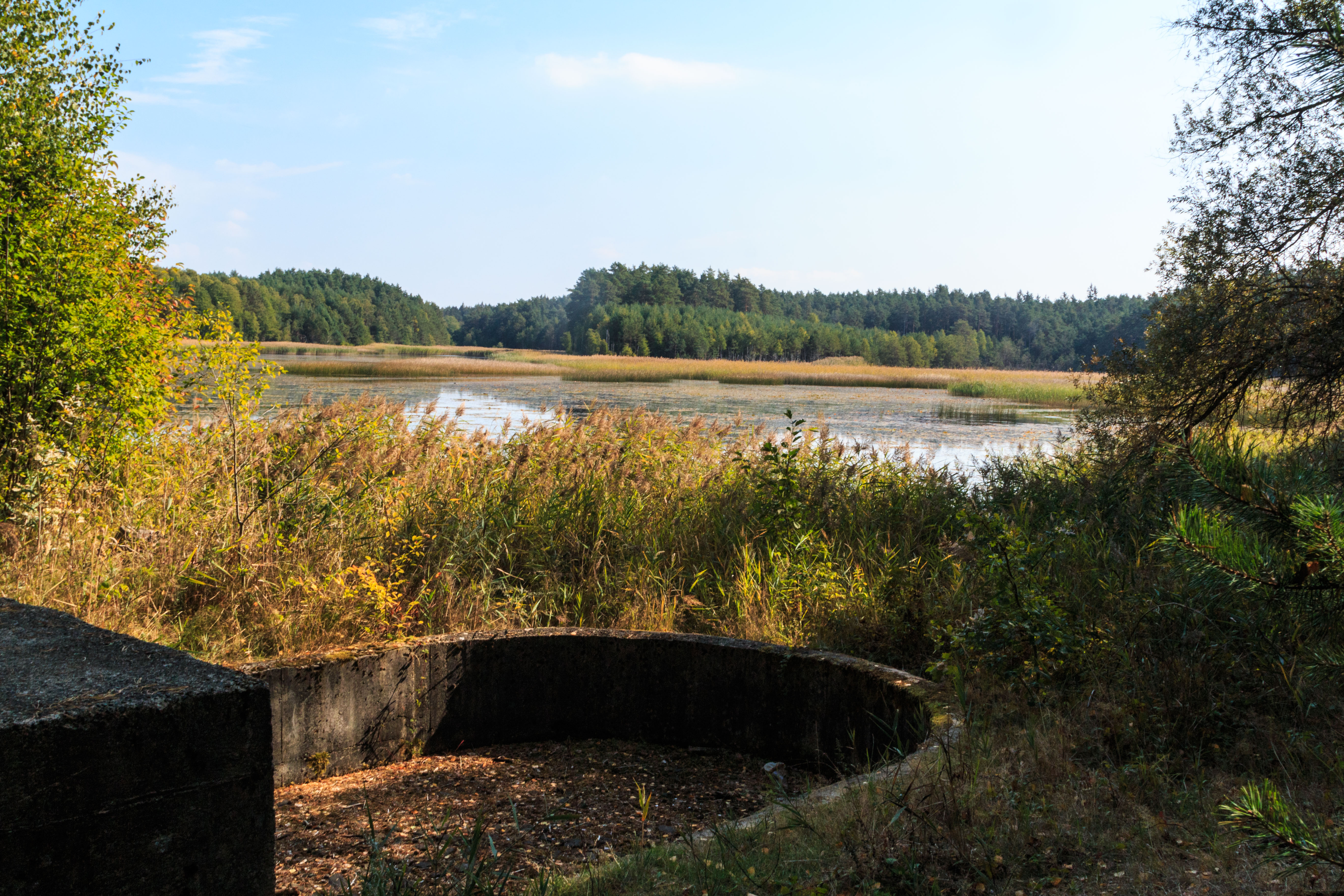
pohled na rybník Držník
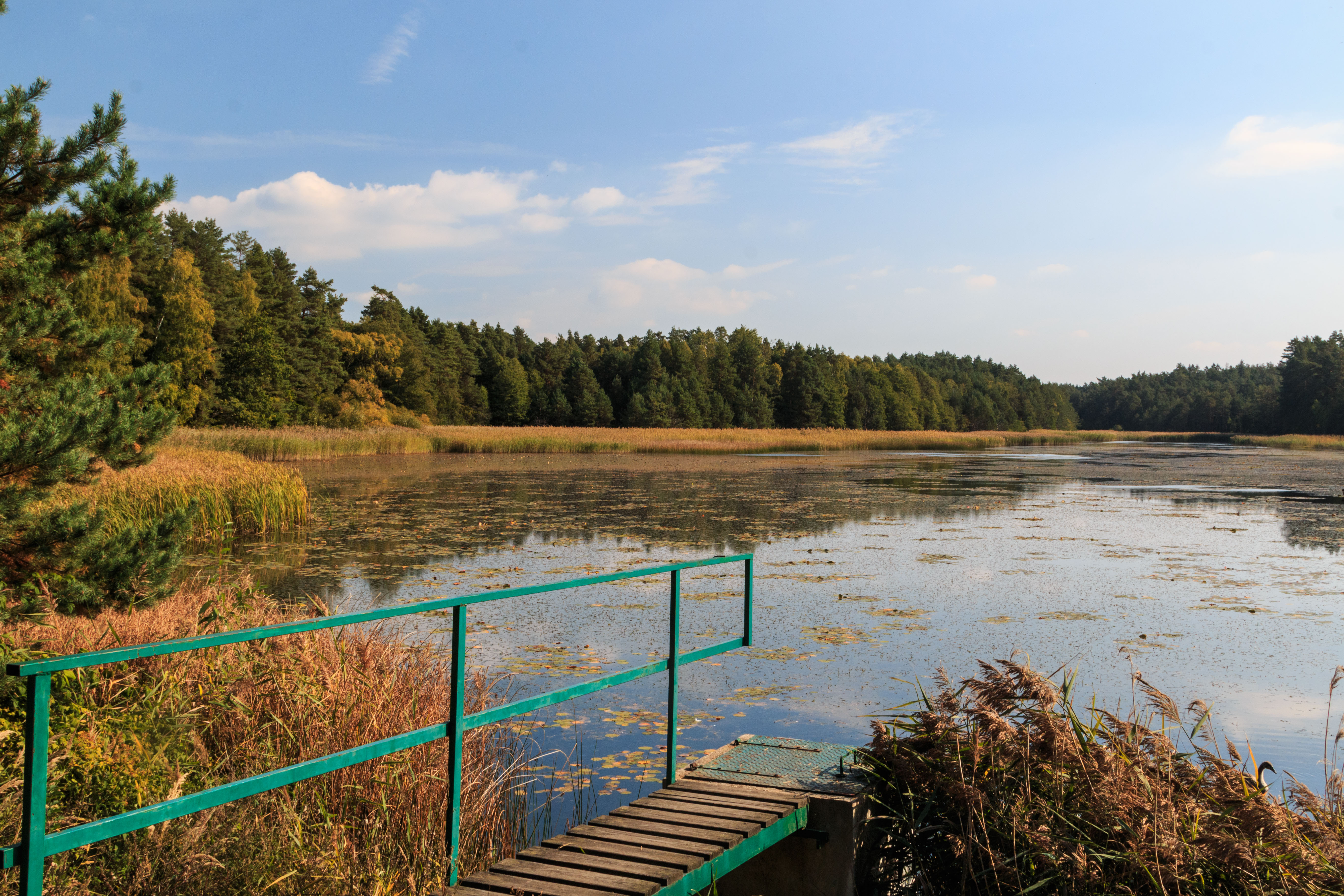
pohled na rybník Držník
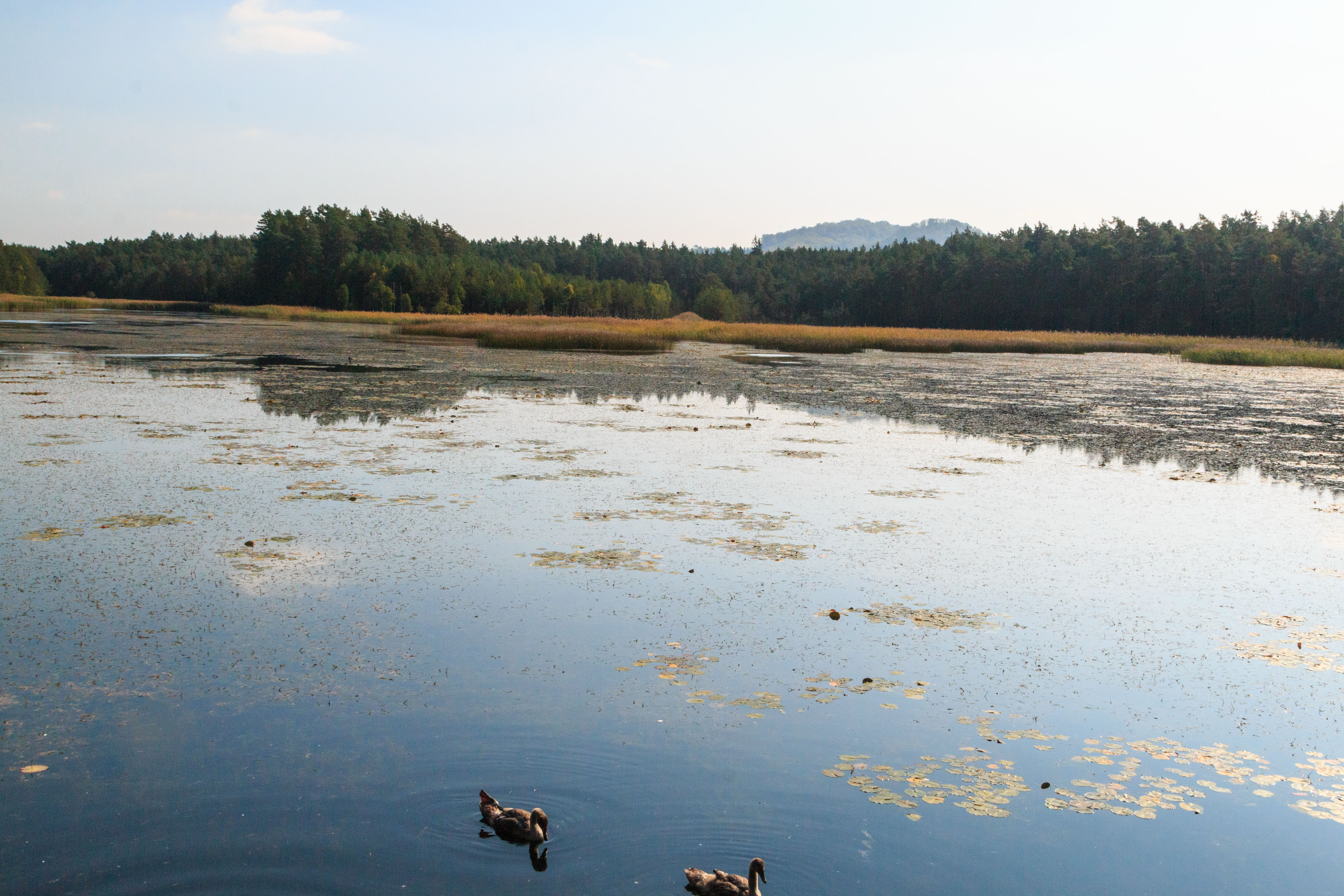
pohled na rybník Držník
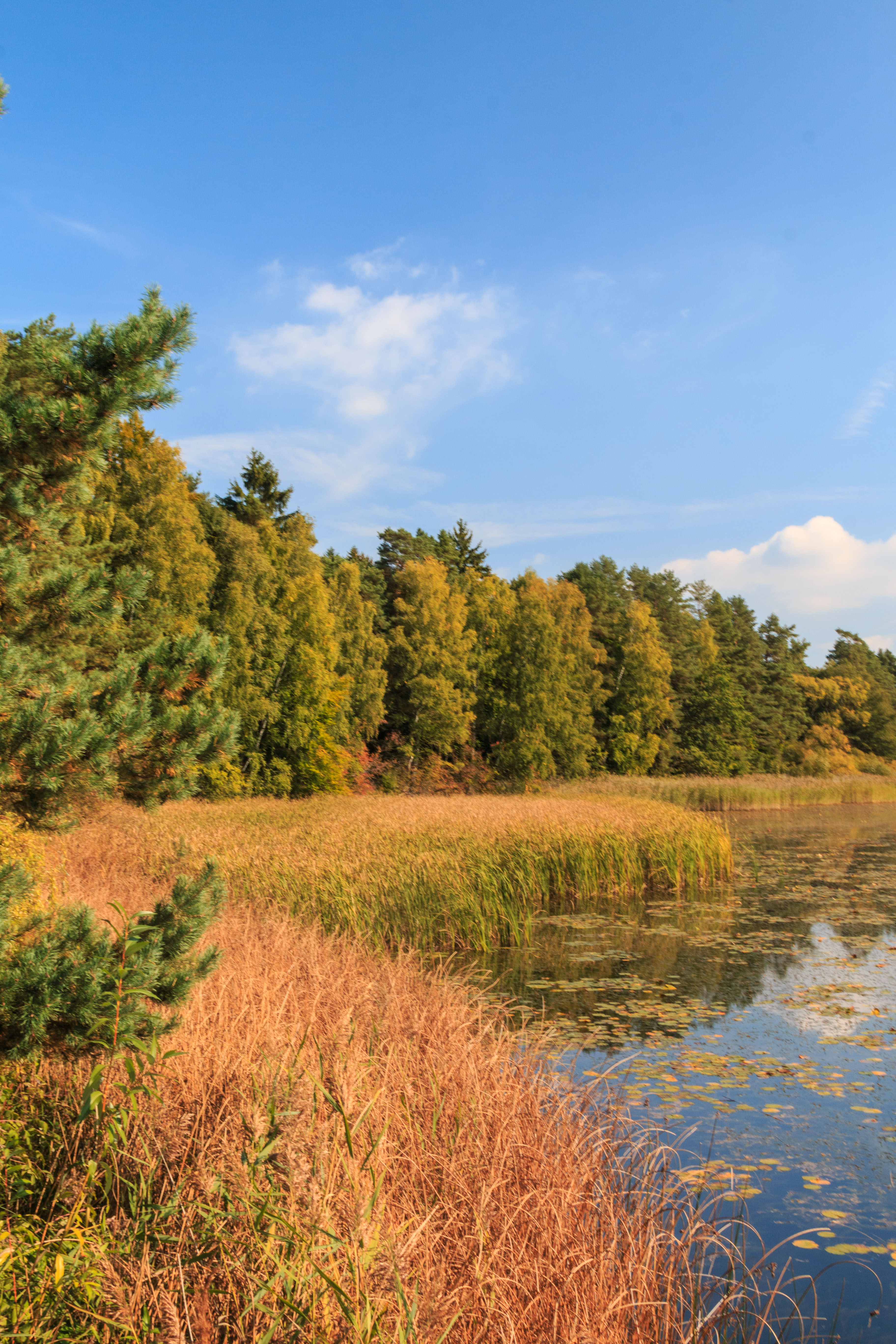
pohled na rybník Držník